# Зотов Іван Степанович
Іва́н Степа́нович Зо́тов (1903 — 1963) — радянський дипломат.
Член ВКП(б). Закінчив державний педагогічний інститут. Був завідувачем кафедри політичної економіки.
З 1 листопада 1937 року по 6 квітня 1940 року — повноважний представник СРСР у Латвії.
З 6 квітня 1940 року по 6 квітня 1941 року — повноважний представник СРСР у Фінляндії.
Завідувач відділу Скандинавських країн МЗС СРСР, директор Московський державний педагогічного інституту іноземних мов.
Похований на Новодівочому цвинтарі (діл. 5, ряд 35).